# Francesco Daprà
Francesco Domenico Daprà (Castelletto di Branduzzo, 1º settembre 1881 – Torino, 22 gennaio 1955) è stato un calciatore e dirigente sportivo italiano, di ruolo difensore.
Fu uno dei fondatori della Juventus

## Biografia
Concluse il ginnasio nell'Istituto Liceo classico Massimo d'Azeglio. Qui, con altri suoi compagni, fondò nel 1897 la Juventus.
A causa della folta barba, venne soprannominato "Pitecia" dal professore di geologia, che in quel periodo stava studiando una scimmia barbuta chiamata, appunto, Pithecia.
Partecipò alle attività agonistiche della sezione calcio con la seconda squadra, nel ruolo di terzino, senza grande profitto.
Si laureò in farmacia all'università di Torino e partecipò alla Prima guerra mondiale a partire dal primo giugno del 1917, in qualità di tenente medico di complemento - chimico farmacista all'Ospedale militare di Alessandria..
Dopo la guerra, rimase in orbita Juventus, ricoprendo la carica di vicepresidente oltre a quella di revisore dei conti nei primi anni venti..